# Mancuernas
Mancuernas är en ort i Mexiko.   Den ligger i kommunen Tepeyahualco och delstaten Puebla, i den sydöstra delen av landet, 170 km öster om huvudstaden Mexico City. Mancuernas ligger 2 604 meter över havet och antalet invånare är 423.
Terrängen runt Mancuernas är kuperad österut, men västerut är den platt. Runt Mancuernas är det ganska glesbefolkat, med 29 invånare per kvadratkilometer. Närmaste större samhälle är San Miguel Tenextatiloyan, 15,9 km nordväst om Mancuernas. Omgivningarna runt Mancuernas är en mosaik av jordbruksmark och naturlig växtlighet.